# Björkporslinsvinge
Björkporslinsvinge (Pheosia gnoma) är en fjärilsart som beskrevs av Johan Christian Fabricius 1781. Björkporslinsvinge ingår i släktet Pheosia och familjen tandspinnare. Arten är reproducerande i Sverige. Inga underarter finns listade i Catalogue of Life.

## Utseende
Honor är med ett vingspann av 40 till 52 mm större än hanar som har ett vingspann av 35 till 45 mm. Antennerna har flera utväxter (tänder) på båda sidor och påminner om en dubbel kam. Dessa tänder är hos hanar längre och tydlig synliga. Den gråa eller bruna mellankroppen har svarta kanter som kan vara osynliga när grundfärgen är mörk. Den vitgråa till gråbruna bakkroppen är framåt mest brunaktig. De främre vingarna är oftast bruna vid framkanten och vid bakkanten med en vitaktig del i mitten. Den exakta färgsättningen varierar mellan olika exemplar. Bakvingarna har allmänt en gråvit grundfärg, ibland med inslag av brun, samt en mörk fläck vid bakkanten som kan vara otydlig.
Jämförd med den liknande pilporslinsvingen (Pheosia tremula) är arten mörkare och mer brunaktig. Den mörka fläcken vid bakvingarnas bakkant är hos björkporslinsvinge otydlig avgränsad.
Äggen är krämfärgad med inslag av grönt och 1,2 x 0,5 mm stora. De 40 till 60 mm långa larverna är gråvioletta på ovansidan, med undantag av en grönaktig variant. Längs båda sidor sträcker sig ett citrongult band. På bandet syns de svarta andningshålen som är omsluten av vita ringar. Larven har en svart fläck på toppen av andra segmentet och en pyramidformig knöl på toppen av elfte segmentet.

## Utbredning
Björkporslinsvinge förekommer på norra Iberiska halvön och i nästan alla andra europeiska stater. Den östra gränsen av utbredningsområdet ligger enligt en källa vid Uralbergen och enligt en annan källa vid Amur. I bergstrakter når arten 2000 meter över havet. Denna fjäril hittas i norra Europa i tundran, i täta skogar och i träskmarker. Längre söderut besöks även torrare habitat som är typiska för Pheosia tremula.

## Bildgalleri

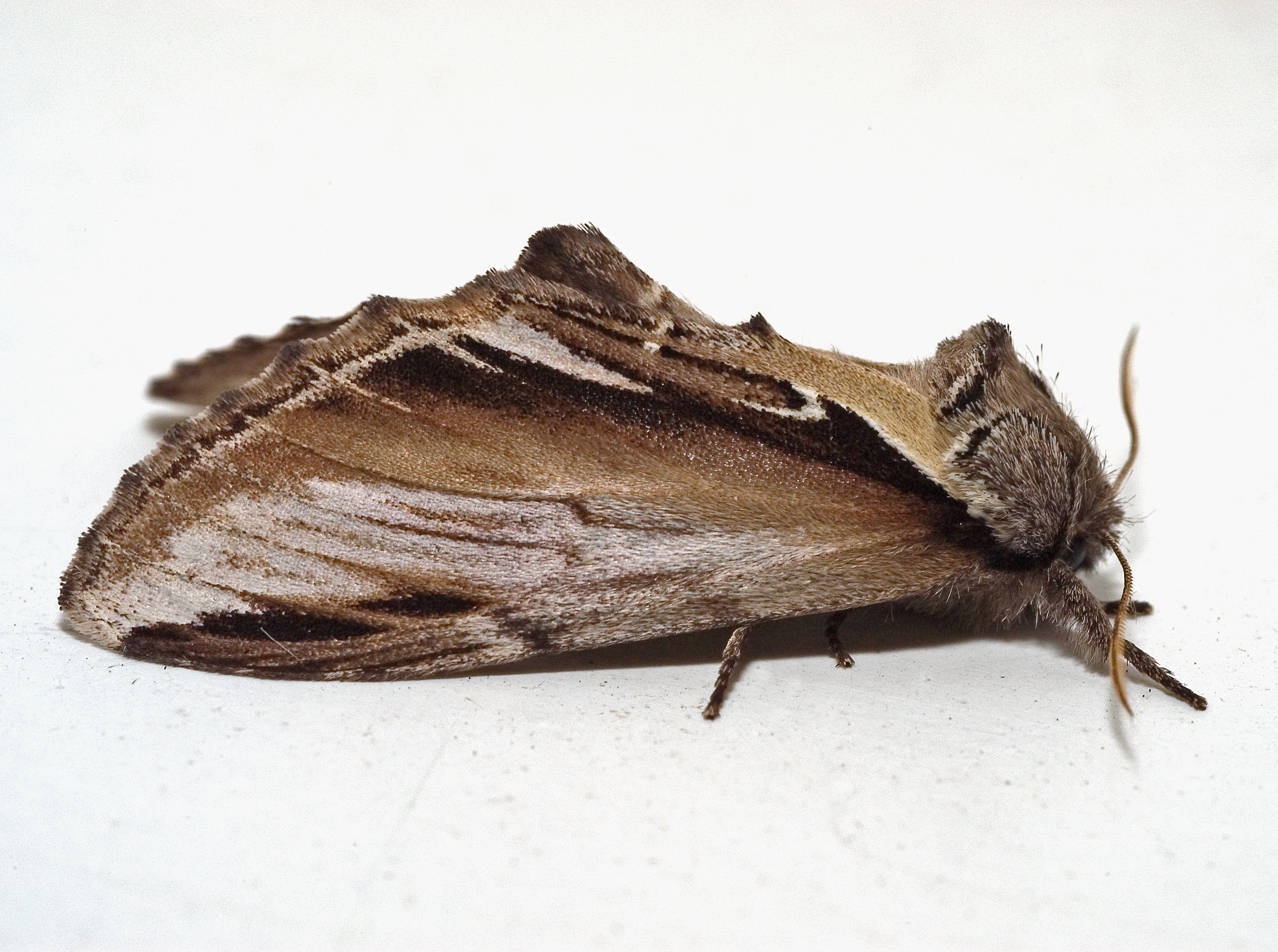
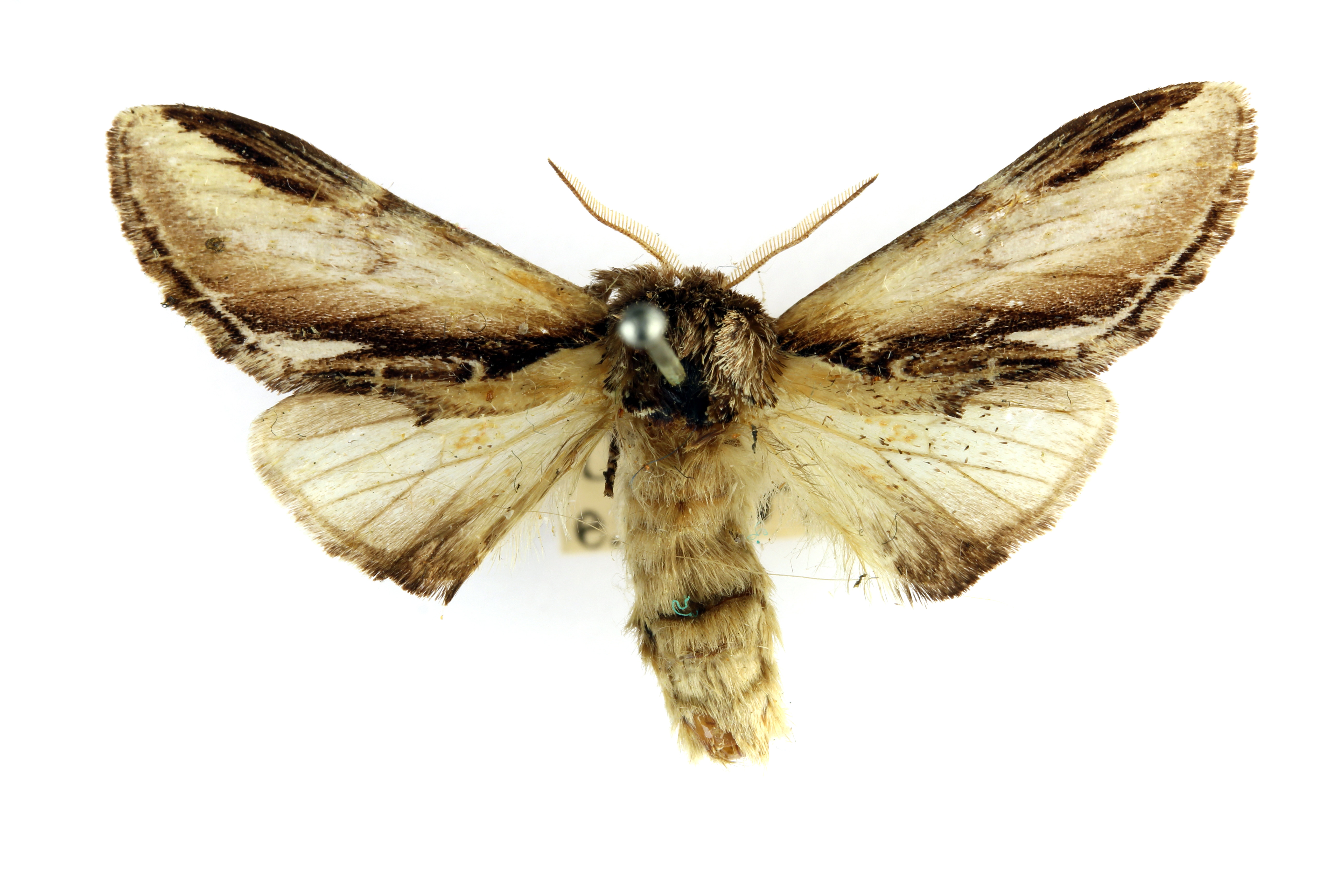
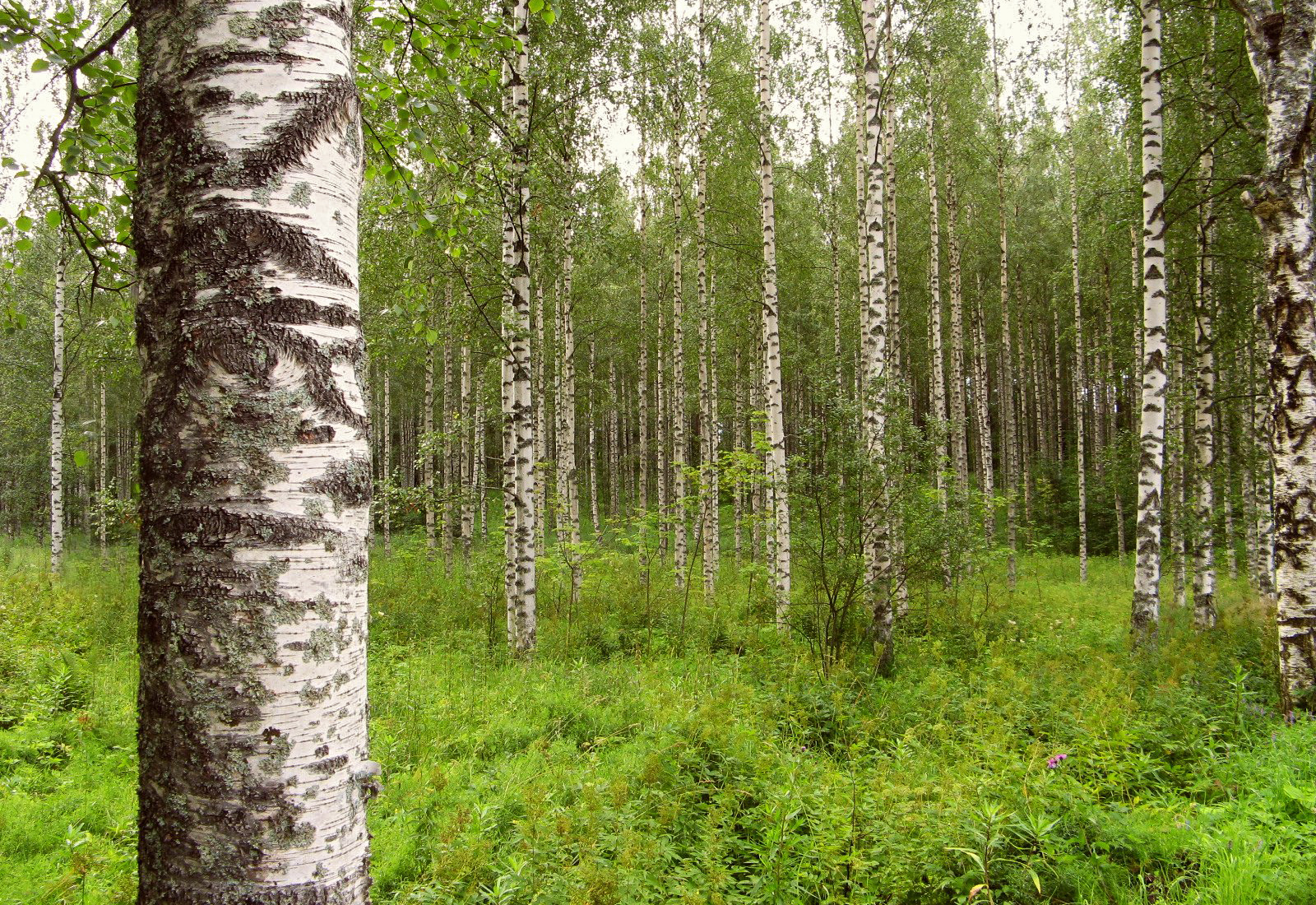
Typiskt habitat